# Chimelong Ocean Kingdom
Pour les articles homonymes, voir Chimelong (homonymie).
Chimelong Ocean Kingdom (珠海长隆海洋王国) est un parc à thème chinois situé sur la côte de la province de Guangdong, dans la préfecture de Zhuhai, et plus précisément sur l'île de Hengqin. Il a été conçu par PGAV destinations. Il fait partie du groupe Chime-Long International Ocean Resort. La station a pour objectif de devenir l'« Orlando de la Chine ». L'inauguration officielle a eu lieu le 29 mars 2014.
C'est le seul parc chinois à présenter des orques ainsi qu'une base d'élevage de cette espèce. Cette particularité est cependant controversée, car les neuf individus qui y vivent ont été capturés en mer. 

## Historique
La construction du parc débute le 28 novembre 2010.
Il est annoncé en 2012 que Ocean Kingdom à Zhuhai, construit par le Chimelong Group, prévoit une ouverture fin 2013, pour un parc à thème océanique et un hôtel de 1 888 chambres.
Les pré-ouvertures ont eu lieu le 28 janvier 2014. La première phase de construction du parc a coûté dix milliards de Yuan.

En 2014, il affiche 5 504 000 visiteurs en cette année inaugurale. Chimelong Ocean Kingdom entre donc directement à la 20e place du classement des vingt-cinq parcs d'attractions les plus visités à l'échelle mondiale. L'édition 2014 du compte rendu de la Themed Entertainment Association réalisé par Aecom rapporte que 

« Le complexe de loisirs de Chimelong Ocean Kingdom reçoit des critiques élogieuses, dont une récompense pour réalisation exceptionnelle : Thea Award for Outstanding Achievement. Chimelong Ocean Kingdom, qui n’a ouvert que 11 mois en 2014, figure déjà au 10e rang du Top 20. Cette performance est particulièrement impressionnante : le parc occupe un nouvel emplacement - aucun autre parc à thème n'est à proximité (bien qu'il soit accessible depuis Macao). Ocean Kingdom est une véritable destination de séjour, Chimelong y a ouvert un hôtel thématique de 1 888 chambres et y prévoit deux hotels supplémentaires dotés d'environ 2 000 chambres. L'entrée à Ocean Kingdom coûte 350 yuans, soit 80 % de plus que les prix de ses concurrents chinois. »

Avec une croissance de 36 %, il passe en 2015 à la 13e place du classement des vingt-cinq parcs d'attractions les plus visités à l'échelle mondiale. Chimelong Ocean Kingdom attire 7,5 millions de visiteurs en 2015 et enregistre une augmentation de 36 % par rapport à 2014, passant ainsi à la quatrième place du classement asiatique. Sur le resort, Ocean Kingdom propose un deuxième et un troisième hôtel, portant ainsi le nombre total de chambre à plus de 4 000. Dans le parc un cinéma est inauguré.
Chimelong Ocean Kingdom continue d'afficher une fréquentation en hausse, avec une croissance de 15 % en 2017. En cette même année, le parc reçoit un Thea Award pour sa nouvelle parade nocturne Journey of Lights. L'exercice annuel comprend de bons niveaux d'occupation des hôtels ainsi que des visites hors saison.

## Le parc à thème
Le parc est divisé en huit domaines thématiques représentant chacun une partie de l'Océan.
- Ocean Avenue

L'allée principale et l'entrée comportant les boutiques et snacks sous un auvent de leds de 70x33 mètres, diffusant des images sous-marines.
- Dolphin Cove

La zone consacrée aux dauphins avec pour attraction principale le delphinarium.
- Amazing Amazon

La zone dédiée à l'Amazonie, contenant le Parrot Coaster.
- Ocean Beauty

Une partie du parc sur un thème sous-marin. Elle comprend le Whale Shark Aquarium, parmi les plus grands aquarium du monde présentant un requin-baleine, des raies manta, des coraux et des poulpes. L'une des particularités de cet aquarium, l'immense vitre de 36.6 x 8.3 mètres permettant de voir les poissons évoluer, validée par le Guinness World Records comme étant la plus grande vitre d'aquarium au monde,.
- Polar Horizon

La zone du parc sur le thème des animaux polaires (manchots, ours polaires, bélugas). 
- Fun Zone

Zone familiale avec plusieurs petites attractions.
- Mt. Walrus

Ce coin du parc est sur le thème des ports de pêche et met en avant les morses et otaries. 
- Hengqin Ocean

Lac central du parc. Cet espace permet la représentation de plusieurs spectacles.

## Les attractions
Le parc compte une dizaine d'attractions.
| Nom                   | Type                                    | Constructeur         | Année |
| --------------------- | --------------------------------------- | -------------------- | ----- |
| Battle of the Pirates | Twist'n'Splash                          | Mack Rides           | 2014  |
| Deep sea odyssey      | Parcours scénique                       | Falcon's treehouse   | 2014  |
| Dolphin Round Ride    | Manège                                  | Zierer               | 2014  |
| Happy Bump Bump Bump  | Autos tamponneuses                      | IE Park              | 2014  |
| Octopus Carousel      | Carrousel                               | Chance               | 2014  |
| Parrot Coaster        | Montagnes russes Wing Rider             | Bolliger & Mabillard | 2014  |
| Polar Explorer        | Montagnes russes aquatiques             | Mack Rides           | 2014  |
| Spirit of adventure   | Kontiki                                 | Zierer               | 2014  |
| Walrus Splash         | Montagnes russes aquatiques/SuperSplash | Mack Rides           | 2014  |

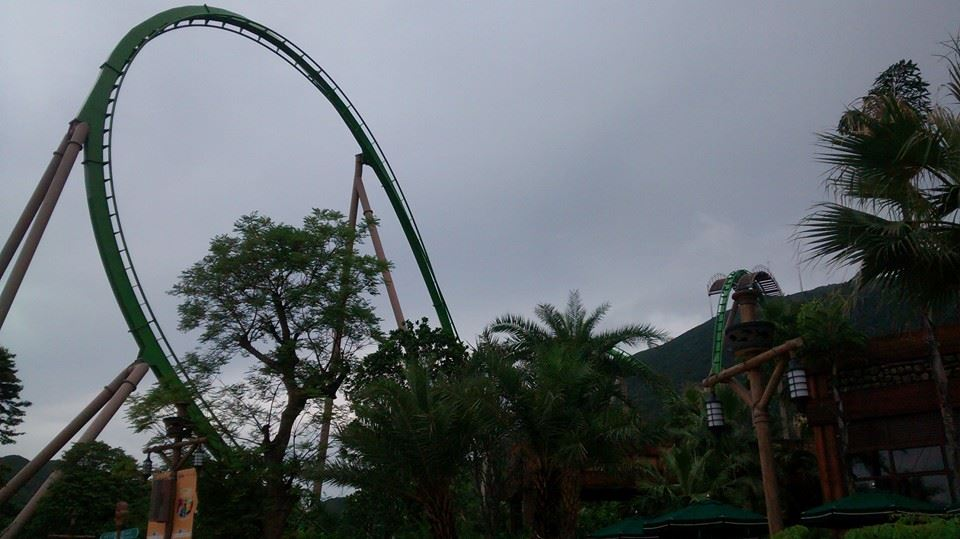
Parrot Coaster.
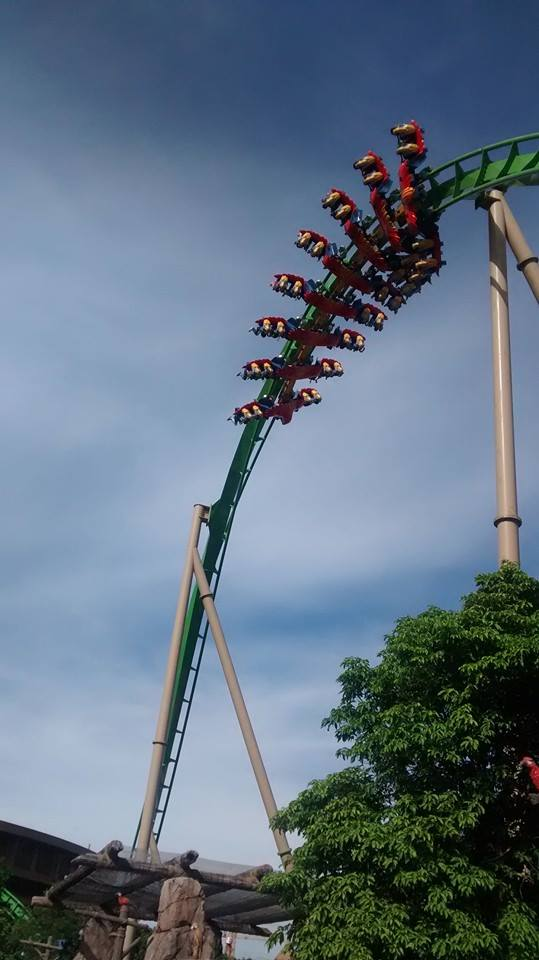
Parrot Caoster.
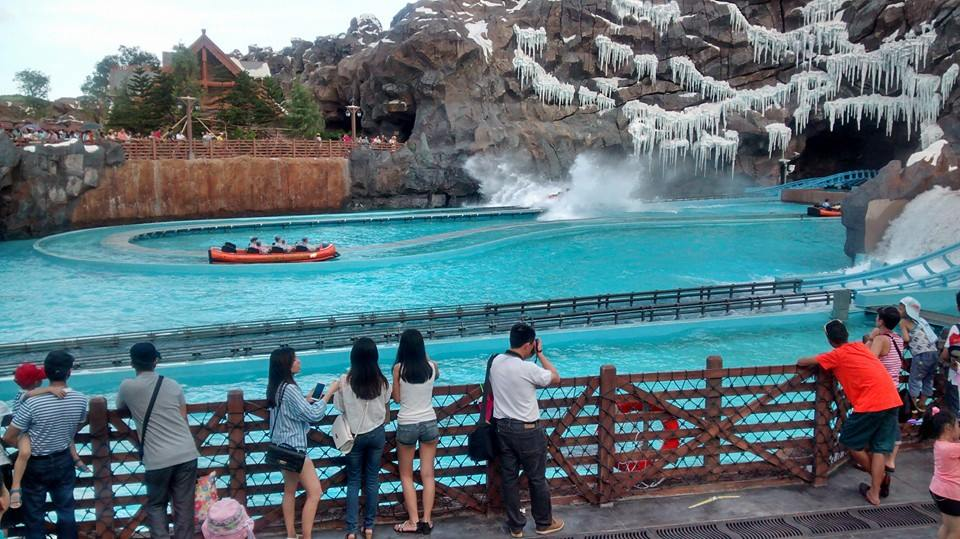
Polar Explorer.
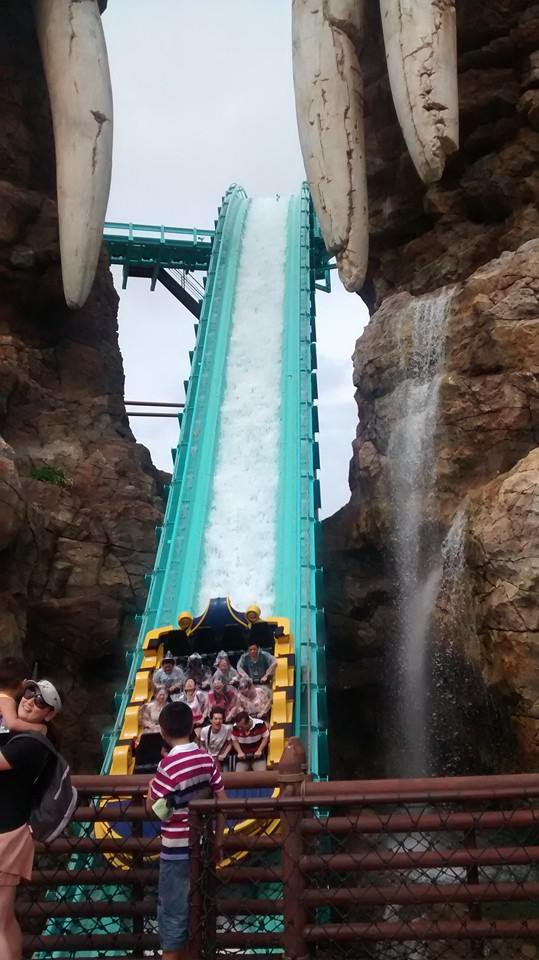
Walrus Splash.

## Critiques
Samuel Hung Ka-Yiu, président de la Hong Kong Dolphin Conservation Society a déclaré : « Ocean-Uni semble avoir tout importé. Ils font tout de travers. Ils font tout ce que vous ne voulez pas qu'ils fassent ». Il dénonce par ces termes les conditions de vie des animaux, notamment des ours polaires confinés dans de petites zones et les problèmes de la peau observés chez les manchots conservés dans un environnement subtropical.
D'autres critiques découlent d'un récent échanges d'orques entre la Chine et la Russie. En 2013, la Russie a capturé des orques sauvages dans la mer d'Okhotsk, dont deux ont été vendus à la Chine. « Maintenant, un groupe de surveillance de la conservation de la capture d'épaulards dit avoir découvert que des permis de la Convention sur le commerce international des espèces de faune et de flore sauvages menacées d'extinction (CITES) ont été appliquées par la Russie et accordées pour deux orques prélevées dans la nature et exportées vers la Chine ». Le parc présente par la suite, neuf orques, toutes capturées en mer par la Russie, entre 2013 et 2015.

## Fréquentation
Fréquentation annuelle 

5 504 000 (2014)
7 486 000 (2015)
8 474 000 (2016)
11 736 000 (2019)
4 797 000 (2020)
7 452 000 (2021)
4 400 000 (2022)